# Agnès Chaumié
 (janvier 2014).
Si vous disposez d'ouvrages ou d'articles de référence ou si vous connaissez des sites web de qualité traitant du thème abordé ici, merci de compléter l'article en donnant les références utiles à sa vérifiabilité et en les liant à la section « Notes et références ».
Agnès Chaumié est une chanteuse dont le répertoire s'adresse aux jeunes enfants.

## Discographie
- Au loin le monde est tout petit
- 75 Chansons, comptines et jeux de doigts
- Tralalère
- Mon Petit Doigt M'a Dit Volume 1 et 2
- Rondes De Nuit avec Hélène Bohy
- Noël - chansons et poèmes pour Noël et l'hiver
- Tom Pouce & Ribambelle